# Bengalia torosa
Bengalia torosa är en tvåvingeart som först beskrevs av Christian Rudolph Wilhelm Wiedemann 1819.  Bengalia torosa ingår i släktet Bengalia och familjen spyflugor. Inga underarter finns listade i Catalogue of Life.